# Clasificación de la combinada en el Tour de Francia
La Clasificación de la combinada al Tour de Francia fue una clasificación secundaria del Tour de Francia. 
Creada el 1968, esta clasificación premiaba el ciclista con mejor ranking con la suma de la Clasificación general, de la Clasificación por puntos y del Gran Premio de la montaña. A partir de 1984 también se valoró la Clasificación de los esprints intermedios.
De 1968 a 1974 esta clasificación era premiada con un maillot blanco. Desapareció en 1975 cuando este maillot se empezó a usar para la Clasificación de los jóvenes. Se volvió a recuperar de 1982 a 1985 y de 1985 a 1989, este golpe con un maillot donde se combinaba todos los otros maillots. El ciclista que ha obtenido más victorias ha sido Eddy Merckx con cinco.

## Palmarés
| Año  | Ciclista              | Equipo                | Puntos | Otros maillots         |
| ---- | --------------------- | --------------------- | ------ | ---------------------- |
| 1968 | Franco Bitossi        | Italia                | 11     | Puntos                 |
| 1969 | Eddy Merckx           | Faema                 | 3      | General Puntos Montaña |
| 1970 | Eddy Merckx           | Faema-Faemino         | 4      | General Montaña        |
| 1971 | Eddy Merckx           | Molteni               | 5      | General Puntos         |
| 1972 | Eddy Merckx           | Molteni               | 4      | General Puntos         |
| 1973 | Joop Zoetemelk        | Gitane-Frigécrème     | 20     | -                      |
| 1974 | Eddy Merckx           | Molteni               | 8      | General                |
| 1980 | Ludo Peeters          | IJsboerke-Warncke     | 14     | -                      |
| 1981 | Bernard Hinault       | Renault-Elf-Gitane    | 6      | General                |
| 1982 | Bernard Hinault       | Renault-Elf-Gitane    | ?      | General                |
| 1985 | Greg LeMond           | La Vie Claire-Radar   | 91     | -                      |
| 1986 | Greg LeMond           | La Vie Claire-Radar   | 87     | General                |
| 1987 | Jean-François Bernard | Toshiba-La Vie Claire | 72     | -                      |
| 1988 | Steven Rooks          | PDM                   | 84     | Montaña                |
| 1989 | Steven Rooks          | PDM                   | 89     | -                      |